# Wéber Samu
Wéber Samu (Poprád (Szepes megye), 1835. március 26. – Szepesbéla, 1908. május 18.) evangélikus főesperes-lelkész, Weber Rudolf testvérbátyja.

## Élete
Szülővárosában az elemi iskolában a latin nyelvet is tanulta; így történt, hogy 1844-ben mindjárt a líceum II. osztályába felvették Késmárkon, ahol az egész gimnáziumot végezte és az V. osztálytól a VIII-ig szorgalomdíjban is részesült. Az érettségi vizsgálatot 1854-ben Lőcsén a királyi katolikus gimnáziumban cseh tanárok előtt volt kénytelen letenni. Azután Eperjesen 1854-56-ban végezte a hittudományi tanfolyamokat és letette a hitjelölti vizsgát. Öntökéletesülés és anyagi eszközök szerzéseért gróf Csáky Ágoston házánál Szepesiglón nevelőséget fogadott el és Csáky Albin gróf vallás- és közoktatási miniszter öcscseit, Sándort, Felixet és Vidort az elemi és gimnaziális tárgyakra tanította; ezen előkelő házban alkalma volt a francia nyelvet elsajátítani. Két nevelői éve után 1859-ben Jenába ment teológiai, nyelvészeti és bölcseleti tanulmányainak folytatására. Tanulságos utazásai után hazatérve, Máday Károly szuperintendens 1860 augusztusában felavatta és Szepesbélán segédlelkészének alkalmazta. Innét félév mulva a selmeci német egyház választá lelkészeül. 1861-ben szepesbélai pap lett. A szepesi 13 városi esperesség 1897-ben al-, 1901 júniusában főesperessé választotta. A Magyarországi Protestáns Egyletnek legtevékenyebb választmányi tagjai közé tartozott; választmányi tagja volt kezdettől fogva a Magyar Protestáns Irodalmi Társaságnak is; a Magyarországi Kárpát-egylet 1883-ban másodelnökévé választotta. Tagja és részben alapítója volt a községben működő színmű, dal-, lövész-, segély-, tűzoltó- és gazdasági egyesületeknek; elnöke a gazdasági kaszinónak, tagja a megyei bizottságnak és történelmi egyletnek, a szepesi tanítóegyesületnek sat. A Ferenc József-rend III. osztályának lovagja is volt.

## Írásai
Állandó munkatársa volt a Zipser Bote, Szepesi Lapok és Karpathen Post c. megyei lapoknak; számos történelmi és egyházirodalmi czikke jelent meg a következő hirlapokban és folyóiratokban: Prot. Egyházi és Iskolai Lap (1876-tól), Österr. Protestant, Evangyelmi Egyház és Iskola (1887), Magyar Tanügy, Népnevelők Lapja, Pester Lloyd, Neuer Freier Lloyd, Ethnographia (1890. A szepesi szászok ruházata, 1891. Lakás és bútorzat a szepesi szászoknál), Néptanítók Lapja, Turisták Lapja, Századok (1897. Elpusztult helységek a Szepességben), Történelmi Tár, Evangelische Glocke, Egyházi Reform, Protestáns Szemle (1896. Grosz Pál élete, 1897. Melanchtoniana, Szepességi protestans írók az ellenreformatióig), Kalászok, Szepesmegyei tört. társ. Évkönyve (1885) és a Magyarországi Kárpátegylet Évkönyvei (1873-tól).

## Munkái
- Antrittspredigt, gehalten am 14. April 1861 an der ev. deutschen Gemeinde in Schemnitz. Schemnitz, 1861.
- Predigt, gehalten am 6. März 1870 aus Veranlassung des Glockengebrauches an der ev. Gemeinde Béla. Bielitz, 1870.
- Ein Wort zur ersten Kindererziehung. Kaschau, 1873.
- Betrachtungen aus dem Leben und der Lehre Jesu. Pest, 1873.
- Christlicher Religionsunterricht für ev. Volksschulen. Pest, 1873. (4. kiadás. Késmárk, 1891. Magyarul: ford. némely módosításokkal Turcsányi Andor. Bpest, 1874.)
- Bilder aus der Kirchengeschichte für die höhern Klassen der Volksschule und für die untern Klassen der Mittelschulen. Kaschau, 1874. (2. kiadás. Igló, 1885. Utána dolgozták ki Csiskó J. és Bogsch A. Egyháztört. Korrajzok cz. munkájokat 1890)
- Confirmandenbüchlein. Kaschau, 1878. (2. kiadás. Igló, 1882. 4. kiadás. Késmárk, 1893.)
- Einiges aus der Geschichte Bélas. Kaschau, 1880.
- Zipser Geschichts- und Zeitbilder. Leutschau, 1880.
- Gast-Predigt, gehalten am 30. October 1881. zu Ödenburg. Oedenburg, 1881.
- Toleranz-Jubel-Predigt, gehalten am 30. October 1881. Iglau, 1881.
- Monographie der evang. Gemeinde Béla mit Berücksichtigung der Verhältnisse in Zipsen, Polen und Ungarn. Késmárk, 1885.
- A szepes-bélai cseppkőbarlang és környéke. Rajzokkal és térképpel. Késmárk, 1886. (Németül: Késmárk, 1883)
- Kindergebete für Schule und Haus. Késmárk, 1887. (4. kiadás. Késmárk, 1894.)
- A XVI szepesi város az elzálogosítás alatt 1412-1772. Szepesváralja; 1888.
- Erster Geographischer und Geschichts-Unterricht (Heimathskunde) für die II. u. III. Klasse der Volksschule. Késmárk, 1891.
- Podolin város története. Bpest, 1891.
- Geschichte der Stadt Szepes-Béla. Igló, 1892.
- Id. Buchholtz György és kora 1643-1724. Bpest, 1892.
- Gedächtnissrede, gehalten in Béla am 4. April 1894. aus Veranlassung der Trauer-Feier des grossen Patrioten Ludwig Kossuth. Késmárk, 1894.
- Szepes vármegye történeti irodalmának bibliographiája. Lőcse, 1895.
- Geschichte der Stadt Leibitz. Késmárk, 1896.
- Gradetzi Horváth Gergely és családja. Késmárk, 1896. Fénynyom. arczk. (A szepesmegyei tört. társulat milleniumi kiadványai I. Ism. Századok 1895., Prot. Egyh. és Isk. Lap 29. sz., Prot. Szemle 1897.)
- Szepes megye története. I. és II. kötet. Bibliographia. Lőcse, 1896.
- Vortrag über Kunstdünger und dessen Anwendung. Lőcse, 1900.
- Ehrenhalle verdienstvoller Zipser des XIX. Jahrhunderts 1800-1900. Igló, 1901. (72 fénynyom. arczk. XII táblán.)
- Ueber Wichtigkeit der Entwässerung. Lőcse, 1902.
- Ueber Baumpflanzungen. Lőcse, 1903.
- Mauksch Thomas als Tourist und Naturforscher. Lőcse, 1903. (Magyarul is. Különny. a M. Kárpát-Egyesület Évkönyvéből.)
- Újabb adalékok Szepesmegye történetéhez. Bpest, 1905. Fénynyom. szövegrajzokkal.
- Zur Geschichte des 25-jährigen Bestandes des ev. Frauenvereins. Bpest, 1906.
- Dr. Samuel Genersich als Botaniker. Bpest, 1906. (Különny. a M. Kárpát-Egyesület Évkönyvéből.)
- Die Mischehe mit Rücksicht auf die Reverse. Eine Warnung für evang. Jünglinge und Jungfrauen. Késmárk, 1907.
- Predigt zur Erinnerung an Stefan Bocskay und den Wiener Frieden von 1606. Gehalten am 20. Mai 1906. in Szepes-Béla. Bpest, 1906.
- A késmárki vértanúk. Eperjes, 1908. Három fénynyom. rajzzal.
- Pótlékok Wagner Szepes megye Okirattárához. Supplementum III. Analectorum terrae Scepusiensis. Lőcse, 1908. (A szepesmegyei Történelmi Társulat Évkönyve XI. évf. Ism. Századok 1909.)

Kiadta: Statuten u. Reden des ung. Prrotestanten-Vereines. Németre ford. Pest, 1878.; Jahresbericht der evang. Kirchenbericht der evang. Kirchengemeinde A. C. Leutschau für das Jahr 1891-1897. Leutschau; Jaresbericht an die evang. Gemeinde A. C. in Szepes-Béla über das Jahr 1899-1901. Késmárk.

## Jegyei
S. W. és W. S. (a Kaschauer Zeitungban, Pannoniában, Szepesi Lapokban, Karpathen-Postban és a Zipser Boteban